# بنجامين إتش راند
بنجامين إتش راند (بالإنجليزية: Benjamin Howard Rand)‏ هو طبيب أمريكي، ولد في 1 أكتوبر 1827 في فيلادلفيا في الولايات المتحدة، وتوفي بنفس المكان في 14 فبراير 1883.